# Luciana Watanabe
Luciana Watanabe (Suzano) é uma lutadora de sumô suzanense.
Ela conquistou a medalha de prata nos Jogos Mundiais de 2013 (categoria até 65 kg), após perder a final para a japonesa Yukina Iwamoto.

## Conquistas, prêmios e honrarias
- 15 vezes campeã brasileira (até 2017)[3].
- Em 2013, foi uma das homenageadas no 57º Prêmio Paulista de Esporte, que reconhece os maiores talentos de cada modalidade no estado de São Paulo[4].
- Medalha de prata nos Jogos Mundiais de 2013[2]